# Понта-Делгада (Санта-Круш-даш-Флореш)
Понта-Делгада (порт. Ponta Delgada) — район (фрегезия) в Португалии, входит в округ Азорские острова. Расположен на острове Флореш. Является составной частью муниципалитета Санта-Круш-даш-Флореш. Население составляет 453 человека на 2001 год. Занимает площадь 18,72 км².
Покровителем района считается Апостол Пётр (порт. São Pedro).

## Галерея

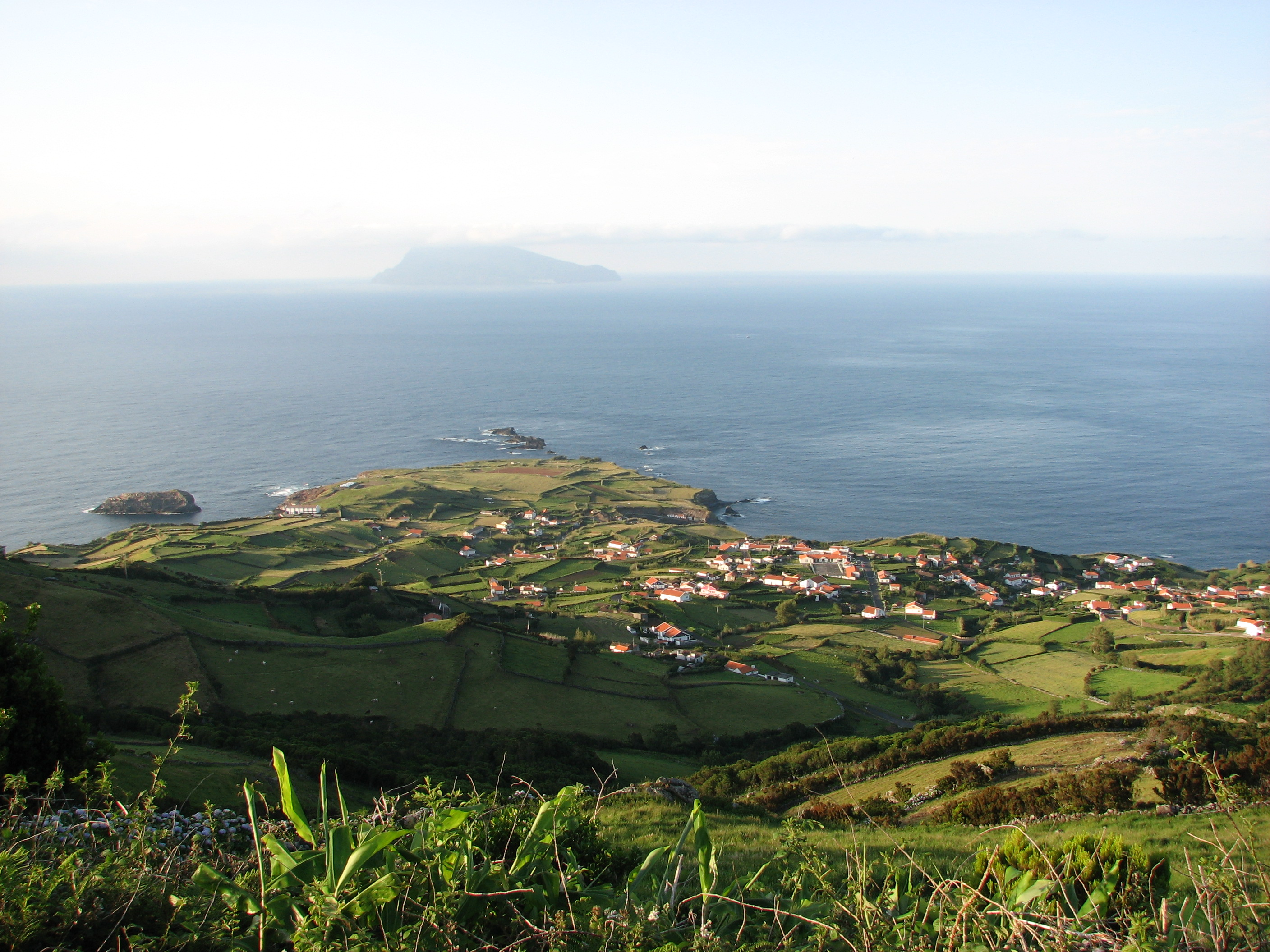
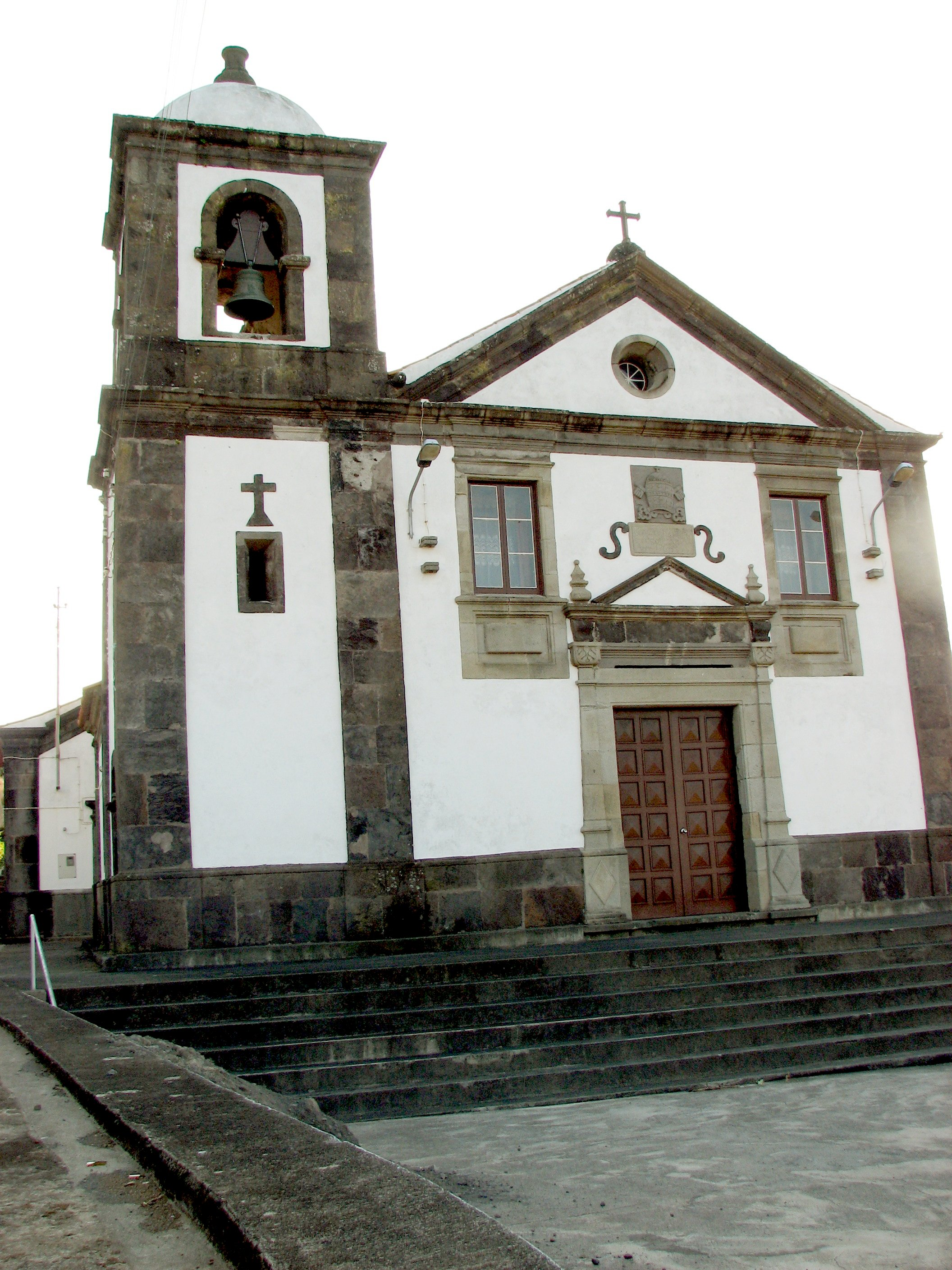
Собор
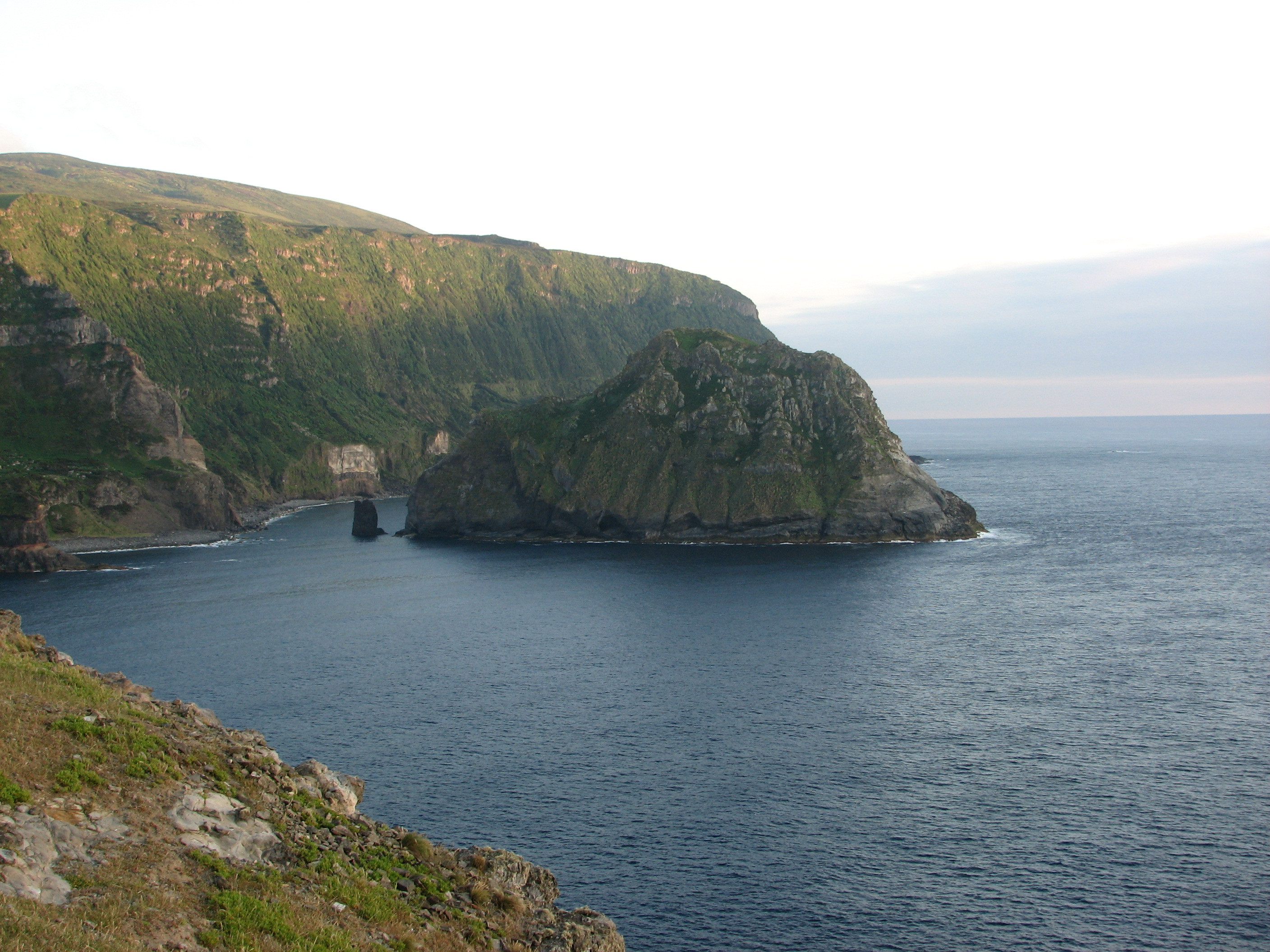